# 1896 у кіно

## Фільми

### Світове кіно
- «Бівак» / Le Bivouac, Франція (режисер Жорж Мельєс)
- «Жахлива ніч» / Une nuit terrible, Франція (режисер Жорж Мельєс)
- «Замок диявола» / Le manoir du diable, Франція (режисер Жорж Мельєс)
- «Зникнення дами в театрі Робер Уден» / Escamotage d'une dame au théâtre Robert Houdin, Франція (режисер Жорж Мельєс)
- «Поливальник» /  L'Arroseur, Франція (режисер Жорж Мельєс)
- «Поцілунок» / The Kiss, США (режисер Томас Едісон), перший поцілунок в історії кінематографа, тривалість фільму 30 секунд
- «Прибуття потягу на вокзал Ла-Сьота » / L'Arrivée d'un train en gare de la Ciotat, Франція (режисер Огюст Люм'єр і Луї Люм'єр)
- «Прибуття поїзда на вокзал Жуанвіль» / Arrivée d'un train — Gare de Joinville, Франція (режисер Жорж Мельєс)

## Персоналії

### Народилися
- 1 січня — Кінугаса Тейноске, японський актор, кінорежисер (пом. 1982).
- 2 січня — Дзиґа Вертов, радянський кінорежисер, один з ключових теоретиків документального кіно (пом. 1954).
- 13 січня — Браун Володимир Олександрович, український радянський кінорежисер, сценарист (пом. 1957).
- 24 лютого — Річард Торп, американський кінорежисер, сценарист і актор (пом. 1991).
- 5 березня — Бжеська Валентина Юхимівна, українська акторка (пом. 1977).
- 22 березня — Йозеф Шильдкраут, австрійський актор (пом. 1964).
- 31 березня — Сара Мейсон, американська сценаристка (пом. 1980).
- 13 квітня — Джеральд Даффі, американський сценарист епохи німого кіно (пом. 1928).
- 21 квітня — Аттіла Гербігер, австрійський актор (пом. 1987).
- 28 квітня — Едіт Евансон, американська акторка (пом. 1980).
- 29 квітня — Наталі Толмадж, американська акторка (пом. 1969).
- 9 травня — Річард Дей, канадський художник-постановник (пом. 1972).
- 30 травня — Говард Гоукс, американський кінорежисер, продюсер та сценарист (пом. 1977).
- 3 липня — Доріс Ллойд, американська акторка (пом. 1968).
- 22 липня  — Петров Володимир Михайлович, радянський російський кінорежисер (пом. 1966).
- 29 липня  — Вільям Кемерон Мензіс, американський художник-постановник і артдиректор, який також працював режисером, продюсером і сценаристом (пом. 1957).
- 19 серпня — Ольга Бакланова, російська і американська акторка театру і кіно (пом. 1974).
- 27 серпня — Фаїна Раневська, радянська акторка театру і кіно, народна артистка СРСР (пом. 1984).
- 1 вересня — Андре Юнебель, французький кінорежисер, сценарист та кінопродюсер (пом. 1985).
- 3 вересня — Гізер Тетчер, британська акторка (пом. 1987).
- 10 вересня — Вівіан Едвардс, американська акторка (пом. 1949).
- 22 вересня — Андре Роанн, французький актор (пом. 1959).
- 4 жовтня — Бастер Кітон, американський комедійний актор, режисер, сценарист і каскадер (1966).
- 8 жовтня — Жульєн Дювів'є, французький кінорежисер, сценарист, продюсер (пом. 1967).
- 15 жовтня — Мелвілл Купер, британський і американський актор кіно (пом. 1973).
- 21 жовтня — Євген Шварц, радянський драматург, автор сценаріїв до кількох фільмів (пом. 1958).
- 23 жовтня — Ліліан Тешман, американська акторка (пом. 1934).
- 9 листопада — Михайло Федорович Романов, радянський український і російський актор театру та кіно, театральний режисер (пом. 1963).
- 13 листопада — Козачковський Доміан Іванович, український актор і режисер (пом. 1967).
- 16 листопада — Лоуренс Тіббетт, американський оперний співак (баритон), музикант, актор і радіоведучий (пом. 1960).
- 19 листопада — Антон Волбрук, австрійський актор (пом. 1967).
- 17 грудня:
  - Драга-Сумарокова Валерія Францівна, радянська і українська акторка театру і кіно (пом. 1967).
  - Зуєва Анастасія Платонівна, російська радянська акторка театру та кіно (пом. 1986).
- 31 грудня — Баришева Тетяна Семенівна, російська і радянська акторка театру і кіно (пом. 1979).